# 神畑重三
神畑 重三（かみはた しげぞう、1926年 - 2017年12月25日）は、日本の実業家。カミハタ養魚グループの創業者である。神畑養魚株式会社、株式会社キョーリンのCEOを務めた。探検家としても知られる。

## 来歴
1926年、兵庫県姫路市に生まれる。1949年、明治大学卒業後、兵庫県庁に勤めるが、3日で退職。家業であった食用鯉の養殖業を継ぐ。食文化の変遷から食用鯉に未来がないと判断、観賞魚である錦鯉に目をつけ業態を変換する。1961年に神畑養魚株式会社を設立後は、錦鯉の養殖から熱帯魚の輸入卸にシフトしていく。1968年に観賞魚飼料の商社である株式会社キョーリンを設立。1979年に工場部門としてキョーリンフード工業株式会社を立ち上げ、一代でカミハタ養魚グループを築き上げる。2017年12月25日死去。

## カミハタ探検隊
63歳の時、探検家ハイコー・ブレハーに誘われてアマゾン川流域の探検に赴く。その後、熱帯魚の食性や生態を調査するために、カミハタ探検隊を編成。アマゾンやアフリカ、イリアンジャヤなど27回にわたり世界中の秘境を探検した。ネオンドワーフレインボーをはじめ、新種の熱帯魚を発見している。この体験を綴った「カミハタ探検隊熱帯魚の秘境を行く」を執筆、平成12年に姫路市芸術文化賞を受賞。

## エピソード
錦鯉をヨーロッパに初めて輸出した事で知られる。錦鯉の品種は日本語読みのまま、例えば紅白（KOHAKU）大正三色（TAISHOSANSHOKU）と発音されるが、これは神畑重三が錦鯉をヨーロッパに売り込んだ時に、英語への翻訳を断ったためとされる。
また、インドネシアで作出されたばかりの新品種である珍珠鱗(パールスケール)の丸手個体をみて、ピンポン玉のようなパールスケールと感じた事から「ピンポンパール」と命名した。

## 語録
「過去に選択肢はない」「本業を離れるな、本業を続けるな」